# Stomatitis
Stomatitis of mondslijmvliesontsteking is de naam die gegeven wordt aan een ontsteking van de mondslijmvliezen.  
De oorzaak kan van zeer uiteenlopende aard zijn, of onbekend zoals bij stomatitis aphthosa. Meestal gaat het om een ontsteking van virale oorsprong zoals stomatitis herpetica. Ook kan een stomatitis veroorzaakt worden door bacteriën of schimmels.

## Aanleidingen
Irritatie ten gevolge van een niet passende tandprothese, of  allergie voor in tandprothesen gebruikte kunstharsen kan aanleiding geven tot stomatitis. Ook  kunnen bepaalde medicamenten zoals antibiotica en cytostatica de mondflora verstoren waardoor ontstekingen ontstaan. Ten slotte kunnen ziektes zoals leukemie, diabetes, xerostomie en microcytaire anemie het mondslijmvlies verzwakken en gevoelig maken voor ontstekingen.

## Preventie
Enkele manieren om stomatitis te voorkomen zijn:
- Bij voorkeur driemaal daags tanden poetsen met fluoride-houdende tandpasta.
- Bij voorkeur viermaal daags de mond spoelen met een fysiologische zoutoplossing.
- De mond reinigen met gaasjes met spoelvloeistof.
- Stimuleren van de kauwbeweging voor toename van speeksel.
- Lippen insmeren met lippenbalsem of cacaoboter.